# Bekveld
Bekveld is een buurtschap tussen Hengelo, Keijenborg en Toldijk in de gemeente Bronckhorst in de Nederlandse provincie Gelderland. Voor de gemeentelijke herindeling in 2005 behoorde Bekveld tot de gemeente Hengelo.
Anno 2010 telden de buurtschappen Gooi en Bekveld samen 135 huizen en 360 inwoners. Dit inwoneraantal bedroeg in 2013 nog 350.

## Voorzieningen en bezienswaardigheden
- Christelijke basisschool
- Kinderboerderij met tevens oude landbouwwerktuigen
- Een 18e-eeuwse boerderij, genaamd 't Riefel (ambachtelijke ijsbereiding)

## Sport
Sinds 1968 bestaat de Touwtrekvereniging Bekveld (TTV Bekveld). De club was onder meer Nederlands kampioen touwtrekken bij de jeugd (1970) en derde bij de wereldkampioenschappen (1985).
Hoofdplaats: Hengelo      Stadjes: Bronkhorst · Laag-Keppel

Dorpen: Achter-Drempt · Baak · Drempt · Halle · Hengelo · Hoog-Keppel · Hummelo · Keijenborg · Kranenburg · Olburgen · Steenderen · Toldijk · Velswijk · Vierakker · Voor-Drempt · Vorden · Wichmond · Zelhem

Buurtschappen: Bekveld · Delden · Dunsborg · Eldrik · Gooi · Halle-Heide · Halle-Nijman · Heidenhoek · Heurne (deels) · Linde · De Meene · Medler · Meuhoek · Mossel · Noordink · Oosterwijk · Rha · Varssel · Veldhoek (deels) · Veldwijk · Wassinkbrink · Wientjesvoort · Wildenborch · Winkelshoek · Wittebrink · Wolfersveen

Voormalige gemeenten: Hengelo · Hummelo en Keppel · Steenderen · Vorden · Zelhem

Gelderland · Steden en dorpen in Gelderland      Nederland · Provincies · Gemeenten